# Wyżnia (szczyt w Gorcach)
Wyżnia (1107 m), Wysznia – szczyt w Gorcach znajdujący się na grzbiecie odchodzącym od Kiczory w południowym kierunku. W grzbiecie tym kolejno znajdują się: Wyżnia (1107 m), Groń (823 m) i Grapa. Zachodnie zbocza Wyżniej opadają do głębokiej doliny potoku Łopuszanka, wschodnie do Chłapkowego Potoku (dopływ Łopuszanki). Są porośnięte kwaśną buczyną górską, wśród której występują buki o charakterystycznych, pogiętych fantazyjnie pniach. Wyżnia była jednym z ulubionych miejsc wycieczek Seweryna Goszczyńskiego, który w 1832 gościł we dworze Leona Przerwy-Tetmajera w Łopusznej leżącej u podnóża Gorców. Goszczyński jako pierwszy opisał Gorce w polskiej literaturze (Zatrzymaliśmy się na Wyszniej, która mi się najbardziej w tym paśmie podoba).
W zalesionych zboczach Wyżniej istnieje wiele polan, m.in. Wyżnia, Francisyna, Kułachowa, Józefowa, Srokówki, Centyrz, Jędrasowe Skole, Jankówki, Chowańcowa. Dawniej były intensywnie użytkowane rolniczo; koszone i wypasane. Stały na nich liczne zabudowania: szałasy, stodółki, a nawet domy mieszkalne. Niektóre z nich przetrwały, po zaprzestaniu pasterstwa zostały przerobione na domki letniskowe, pozostałe zabudowania niszczeją lub już uległy zniszczeniu. Górna część Wyżniej z polaną Jankówki i Polaną Wyżnia znajduje się na obszarze Gorczańskiego Parku Narodowego. Już poza obszarem tego parku, na południe od wierzchołka Wyżniej znajduje się na polanie Srokówki Pucołowski Stawek.
Wyżnia znajduje się w granicach miejscowości Łopuszna w gminie Nowy Targ, powiecie nowotarskim w województwie małopolskim.

## Szlak turystyki pieszej
Łopuszna – Chłapkowa – Chowańcowa – Srokówki – Jankówki – skrzyżowanie z czerwonym szlakiem przy polanie Rąbaniska. Czas przejścia około 2:20 h, ↓ 1:45 h, różnica wzniesień 490 m.